# Ligne Yosan
La ligne Yosan (予讃線, Yosan-sen) est une ligne ferroviaire de la compagnie JR Shikoku située sur la côte nord-ouest de l'île de Shikoku au Japon. Elle relie la gare de Takamatsu dans la préfecture de Kagawa à la gare d'Uwajima dans la préfecture d'Ehime.

## Histoire
Le premier tronçon de la ligne a été construit entre Tadotsu et Marugame par la compagnie Sanuki Railway et est entré en service en 1889. La section Marugame - Takamatsu est ouverte en 1897. La ligne est acquise par la compagnie Sanyo Railway en 1904, avant d'être nationalisée en 1906.
La ligne a été prolongée à l'ouest de Tadotsu par étapes à partir de 1913 pour atteindre Matsuyama en 1927. Plus à l'ouest, une ligne privée à l'écartement 762 mm est ouverte entre Iyo Nagahama et Iyo Ozu, puis privatisée en 1933. La ligne de Matsuyama est prolongée par étapes jusqu’à Iyo Nagahama entre 1927 et 1935 et l’ancienne ligne privée est convertie à l'écartement 1 067 mm en 1935. La ligne arrive à Uwajima en 1945.
Le 1er août 1933, l’ensemble de la ligne a été renommé ligne principale Yosan. En 1987, avec la privatisation des chemins de fer japonais, la ligne est simplement nommée ligne Yosan.
La gare de Minami-Iyo est ouverte le 14 mars 2020.

## Caractéristiques

### Ligne
- Longueur :
  - Takamatsu - Uwajima : 297,6 km
  - Mukaibara - Uchiko : 23,5 km
  - Niiya - Iyo-Ōzu : 5,9 km
- Ecartement : 1 067 mm
- Alimentation : 1 500 V continu par caténaire (entre Takamatsu et Iyoshi)

### Services et interconnexions
La ligne est empruntée par des trains locaux (omnibus) et par les trains express suivants :
- Ishizuchi : entre Takamatsu et Matsuyama
- Shiokaze : entre Matsuyama et Utazu (continue sur la ligne Seto-Ōhashi jusqu'à Okayama)
- Uwakai : entre Matsuyama et Uwajima

D'autres trains rapides empruntent la ligne sur de courtes sections :
- Marine Liner, Sunrise Seto et Uzushio entre Takamatsu et Sakaide (continuent sur la ligne Seto-Ōhashi)
- Shimanto entre Takamatsu et Tadotsu (continue sur la ligne Dosan)
- Nanpū entre Utazu et Tadotsu (continue sur les lignes Dosan et Seto-Ōhashi)

### Gares

#### Section Takamatsu - Uwajima

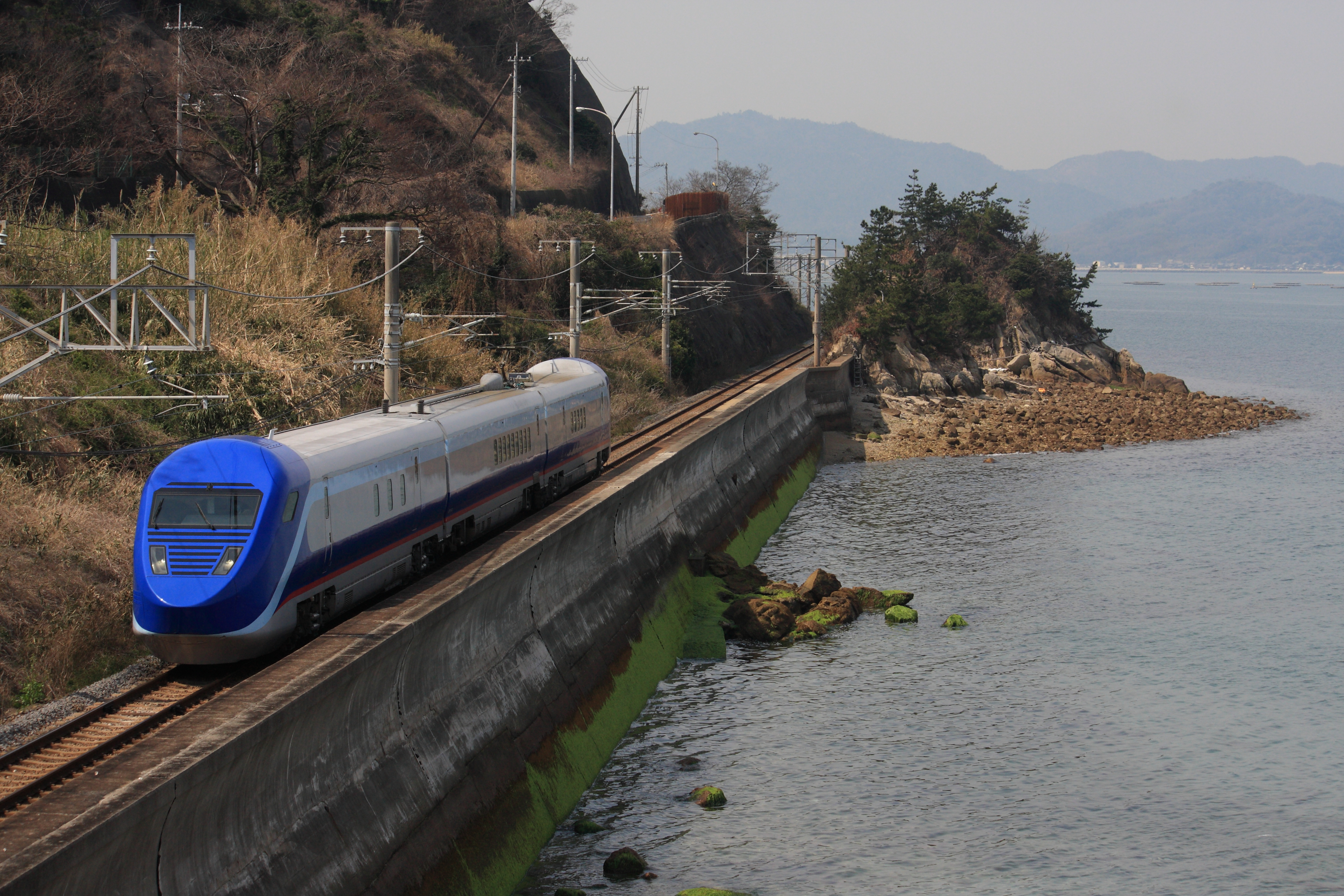
La ligne à Tadotsu.

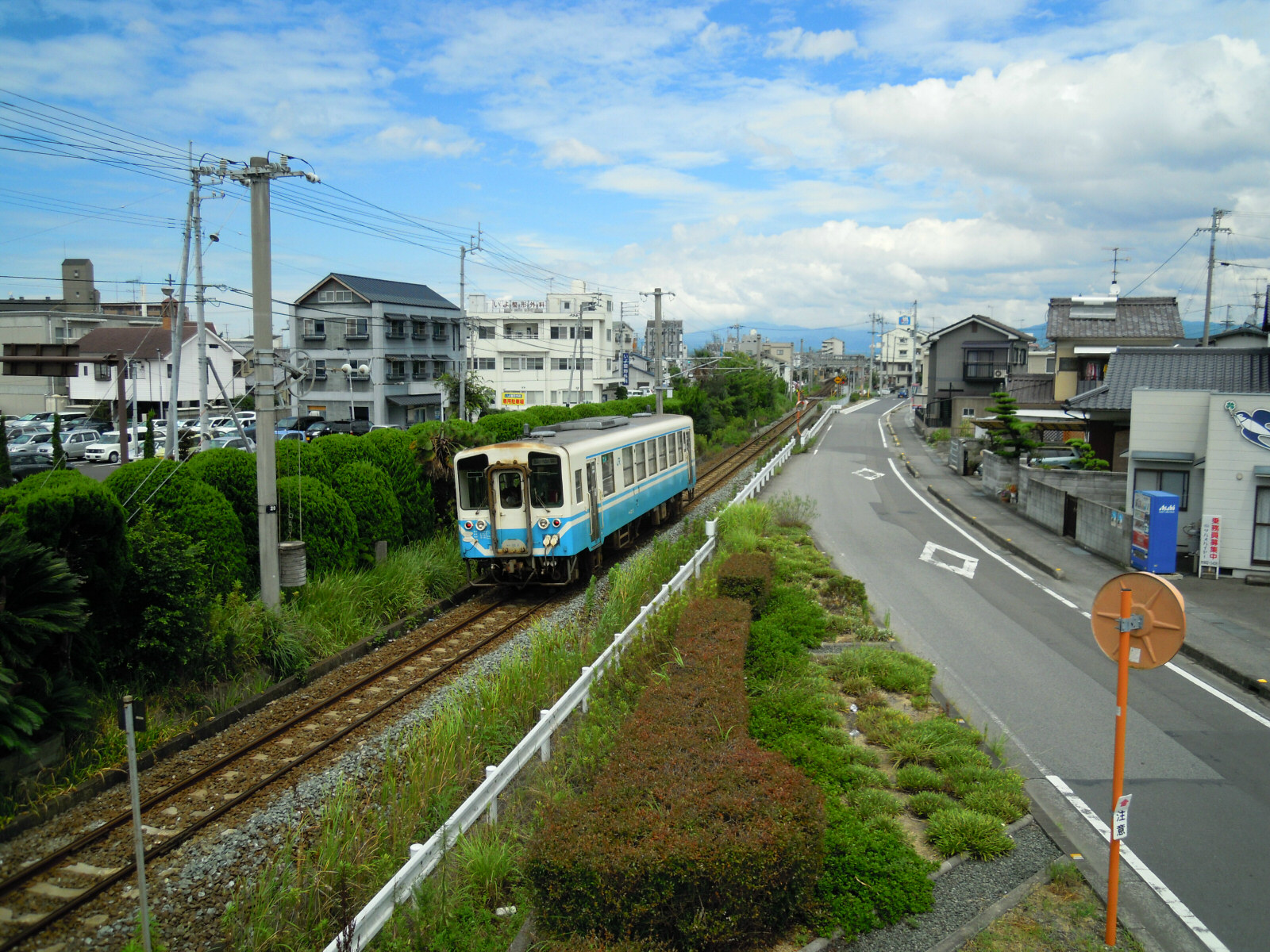
La ligne à Iyo.

| Numéro  | Gare                       | Nom japonais       | Distance depuis Takamatsu (km) | Correspondances                                             | Localisation | Localisation         |
| ------- | -------------------------- | ------------------ | ------------------------------ | ----------------------------------------------------------- | ------------ | -------------------- |
| Y00     | Takamatsu                  | 高松               | 0                              | JR Shikoku : Kōtoku Kotoden : Kotohira (à Takamatsu-Chikkō) | Takamatsu    | Préfecture de Kagawa |
| Y01     | Kōzai                      | 香西               | 3,4                            |                                                             | Takamatsu    | Préfecture de Kagawa |
| -       | Terminal fret de Takamatsu | 高松貨物ターミナル | 4,7                            |                                                             | Takamatsu    | Préfecture de Kagawa |
| Y02     | Kinashi                    | 鬼無               | 6,1                            |                                                             | Takamatsu    | Préfecture de Kagawa |
| Y03     | Hashioka                   | 端岡               | 9,5                            |                                                             | Takamatsu    | Préfecture de Kagawa |
| Y04     | Kokubu                     | 国分               | 11,9                           |                                                             | Takamatsu    | Préfecture de Kagawa |
| Y05     | Sanuki-Fuchū               | 讃岐府中           | 14,2                           |                                                             | Sakaide      | Préfecture de Kagawa |
| Y06     | Kamogawa                   | 鴨川               | 16,6                           |                                                             | Sakaide      | Préfecture de Kagawa |
| Y07     | Yasoba                     | 八十場             | 18,6                           |                                                             | Sakaide      | Préfecture de Kagawa |
| Y08     | Sakaide                    | 坂出               | 21,3                           | JR Shikoku : Honshi-Bisan (Seto-Ōhashi) (interconnexion)    | Sakaide      | Préfecture de Kagawa |
| Y09     | Utazu                      | 宇多津             | 25,9                           | JR Shikoku : Honshi-Bisan (Seto-Ōhashi) (interconnexion)    | Utazu        | Préfecture de Kagawa |
| Y10     | Marugame                   | 丸亀               | 28,5                           |                                                             | Marugame     | Préfecture de Kagawa |
| Y11     | Sanuki-Shioya              | 讃岐塩屋           | 30,0                           |                                                             | Marugame     | Préfecture de Kagawa |
| Y12     | Tadotsu                    | 多度津             | 32,7                           | JR Shikoku : Dosan (interconnexion)                         | Tadotsu      | Préfecture de Kagawa |
| Y13     | Kaiganji                   | 海岸寺             | 36,5                           |                                                             | Tadotsu      | Préfecture de Kagawa |
| -       | Tsushimanomiya             | 津島ノ宮           | 39,8                           |                                                             | Mitoyo       | Préfecture de Kagawa |
| Y14     | Takuma                     | 詫間               | 42,0                           |                                                             | Mitoyo       | Préfecture de Kagawa |
| Y15     | Mino                       | みの               | 44,5                           |                                                             | Mitoyo       | Préfecture de Kagawa |
| Y16     | Takase                     | 高瀬               | 47,0                           |                                                             | Mitoyo       | Préfecture de Kagawa |
| Y17     | Hijidai                    | 比地大             | 50,0                           |                                                             | Mitoyo       | Préfecture de Kagawa |
| Y18     | Motoyama                   | 本山               | 52,4                           |                                                             | Mitoyo       | Préfecture de Kagawa |
| Y19     | Kan-onji                   | 観音寺             | 56,5                           |                                                             | Kan'onji     | Préfecture de Kagawa |
| Y20     | Toyohama                   | 豊浜               | 62,0                           |                                                             | Kan'onji     | Préfecture de Kagawa |
| Y21     | Minoura                    | 箕浦               | 66,4                           |                                                             | Kan'onji     | Préfecture de Kagawa |
| Y22     | Kawanoe                    | 川之江             | 72,2                           |                                                             | Shikokuchūō  | Préfecture d'Ehime   |
| Y23     | Iyo-Mishima                | 伊予三島           | 77,6                           |                                                             | Shikokuchūō  | Préfecture d'Ehime   |
| Y24     | Iyo-Sangawa                | 伊予寒川           | 81,7                           |                                                             | Shikokuchūō  | Préfecture d'Ehime   |
| Y25     | Akaboshi                   | 赤星               | 85,9                           |                                                             | Shikokuchūō  | Préfecture d'Ehime   |
| Y26     | Iyo-Doi                    | 伊予土居           | 88,6                           |                                                             | Shikokuchūō  | Préfecture d'Ehime   |
| Y27     | Sekigawa                   | 関川               | 92,2                           |                                                             | Shikokuchūō  | Préfecture d'Ehime   |
| Y28     | Takihama                   | 多喜浜             | 99,4                           |                                                             | Niihama      | Préfecture d'Ehime   |
| Y29     | Niihama                    | 新居浜             | 103,1                          |                                                             | Niihama      | Préfecture d'Ehime   |
| Y30     | Nakahagi                   | 中萩               | 107,9                          |                                                             | Niihama      | Préfecture d'Ehime   |
| Y31     | Iyo-Saijō                  | 伊予西条           | 114,3                          |                                                             | Saijō        | Préfecture d'Ehime   |
| Y32     | Ishizuchiyama              | 石鎚山             | 117,8                          |                                                             | Saijō        | Préfecture d'Ehime   |
| Y33     | Iyo-Himi                   | 伊予氷見           | 120,3                          |                                                             | Saijō        | Préfecture d'Ehime   |
| Y34     | Iyo-Komatsu                | 伊予小松           | 121,6                          |                                                             | Saijō        | Préfecture d'Ehime   |
| Y35     | Tamanoe                    | 玉之江             | 124,5                          |                                                             | Saijō        | Préfecture d'Ehime   |
| Y36     | Nyūgawa                    | 壬生川             | 126,8                          |                                                             | Saijō        | Préfecture d'Ehime   |
| Y37     | Iyo-Miyoshi                | 伊予三芳           | 130,2                          |                                                             | Saijō        | Préfecture d'Ehime   |
| Y38     | Iyo-Sakurai                | 伊予桜井           | 137,8                          |                                                             | Imabari      | Préfecture d'Ehime   |
| Y39     | Iyo-Tomita                 | 伊予富田           | 141,6                          |                                                             | Imabari      | Préfecture d'Ehime   |
| Y40     | Imabari                    | 今治               | 144,9                          |                                                             | Imabari      | Préfecture d'Ehime   |
| Y41     | Hashihama                  | 波止浜             | 149,6                          |                                                             | Imabari      | Préfecture d'Ehime   |
| Y42     | Namikata                   | 波方               | 152,3                          |                                                             | Imabari      | Préfecture d'Ehime   |
| Y43     | Ōnishi                     | 大西               | 156,4                          |                                                             | Imabari      | Préfecture d'Ehime   |
| Y44     | Iyo-Kameoka                | 伊予亀岡           | 161,9                          |                                                             | Imabari      | Préfecture d'Ehime   |
| Y45     | Kikuma                     | 菊間               | 165,9                          |                                                             | Imabari      | Préfecture d'Ehime   |
| Y46     | Asanami                    | 浅海               | 170,6                          |                                                             | Matsuyama    | Préfecture d'Ehime   |
| Y47     | Ōura                       | 大浦               | 173,8                          |                                                             | Matsuyama    | Préfecture d'Ehime   |
| Y48     | Iyo-Hōjō                   | 伊予北条           | 176,9                          |                                                             | Matsuyama    | Préfecture d'Ehime   |
| Y49     | Yanagihara                 | 柳原               | 179,1                          |                                                             | Matsuyama    | Préfecture d'Ehime   |
| Y50     | Awai                       | 粟井               | 180,3                          |                                                             | Matsuyama    | Préfecture d'Ehime   |
| Y51     | Kōyōdai                    | 光洋台             | 182,3                          |                                                             | Matsuyama    | Préfecture d'Ehime   |
| Y52     | Horie                      | 堀江               | 184,9                          |                                                             | Matsuyama    | Préfecture d'Ehime   |
| Y53     | Iyo-Wake                   | 伊予和気           | 187,0                          |                                                             | Matsuyama    | Préfecture d'Ehime   |
| Y54     | Mitsuhama                  | 三津浜             | 190,7                          |                                                             | Matsuyama    | Préfecture d'Ehime   |
| Y55 U00 | Matsuyama                  | 松山               | 194,4                          | Tramway de Matsuyama : 1, 2, 5                              | Matsuyama    | Préfecture d'Ehime   |
| U01     | Ichitsubo                  | 市坪               | 197,9                          |                                                             | Matsuyama    | Préfecture d'Ehime   |
| U02     | Kita-Iyo                   | 北伊予             | 200,3                          |                                                             | Masaki       | Préfecture d'Ehime   |
| U02-1   | Minami-Iyo                 | 南伊予             | 201,9                          |                                                             | Iyo          | Préfecture d'Ehime   |
| U03     | Iyo-Yokota                 | 伊予横田           | 203,0                          |                                                             | Masaki       | Préfecture d'Ehime   |
| U04     | Torinoki                   | 鳥ノ木             | 204,8                          |                                                             | Iyo          | Préfecture d'Ehime   |
| U05     | Iyoshi                     | 伊予市             | 206,0                          | Iyotetsu : Gunchū (à Port de Gunchū)                        | Iyo          | Préfecture d'Ehime   |
| U06 S06 | Mukaibara                  | 向井原             | 208,5                          | branche pour Uchiko                                         | Iyo          | Préfecture d'Ehime   |
| S07     | Kōnokawa                   | 高野川             | 213,9                          |                                                             | Iyo          | Préfecture d'Ehime   |
| S08     | Iyo-Kaminada               | 伊予上灘           | 217,1                          |                                                             | Iyo          | Préfecture d'Ehime   |
| S09     | Shimonada                  | 下灘               | 222,4                          |                                                             | Iyo          | Préfecture d'Ehime   |
| S10     | Kushi                      | 串                 | 225,0                          |                                                             | Iyo          | Préfecture d'Ehime   |
| S11     | Kitanada                   | 喜多灘             | 228,2                          |                                                             | Ōzu          | Préfecture d'Ehime   |
| S12     | Iyo-Nagahama               | 伊予長浜           | 233,1                          |                                                             | Ōzu          | Préfecture d'Ehime   |
| S13     | Iyo-Izushi                 | 伊予出石           | 235,9                          |                                                             | Ōzu          | Préfecture d'Ehime   |
| S14     | Iyo-Shirataki              | 伊予白滝           | 239,3                          |                                                             | Ōzu          | Préfecture d'Ehime   |
| S15     | Hataki                     | 八多喜             | 241,7                          |                                                             | Ōzu          | Préfecture d'Ehime   |
| S16     | Haruka                     | 春賀               | 243,4                          |                                                             | Ōzu          | Préfecture d'Ehime   |
| S17     | Gorō                       | 五郎               | 245,7                          |                                                             | Ōzu          | Préfecture d'Ehime   |
| S18 U14 | Iyo-Ōzu                    | 伊予大洲           | 249,5                          | branche pour Niiya                                          | Ōzu          | Préfecture d'Ehime   |
| U15     | Nishi-Ōzu                  | 西大洲             | 251,6                          |                                                             | Ōzu          | Préfecture d'Ehime   |
| U16     | Iyo-Hirano                 | 伊予平野           | 253,5                          |                                                             | Ōzu          | Préfecture d'Ehime   |
| U17     | Senjō                      | 千丈               | 260,6                          |                                                             | Yawatahama   | Préfecture d'Ehime   |
| U18     | Yawatahama                 | 八幡浜             | 262,8                          |                                                             | Yawatahama   | Préfecture d'Ehime   |
| U19     | Futaiwa                    | 双岩               | 267,5                          |                                                             | Yawatahama   | Préfecture d'Ehime   |
| U20     | Iyo-Iwaki                  | 伊予石城           | 272,4                          |                                                             | Seiyo        | Préfecture d'Ehime   |
| U21     | Kami-Uwa                   | 上宇和             | 275,4                          |                                                             | Seiyo        | Préfecture d'Ehime   |
| U22     | Unomachi                   | 卯之町             | 277,4                          |                                                             | Seiyo        | Préfecture d'Ehime   |
| U23     | Shimo-Uwa                  | 下宇和             | 280,0                          |                                                             | Seiyo        | Préfecture d'Ehime   |
| U24     | Tachima                    | 立間               | 286,6                          |                                                             | Uwajima      | Préfecture d'Ehime   |
| U25     | Iyo-Yoshida                | 伊予吉田           | 289,3                          |                                                             | Uwajima      | Préfecture d'Ehime   |
| U26     | Takamitsu                  | 高光               | 293,9                          |                                                             | Uwajima      | Préfecture d'Ehime   |
| U27     | Kita-Uwajima               | 北宇和島           | 296,1                          | JR Shikoku : Yodo                                           | Uwajima      | Préfecture d'Ehime   |
| U28     | Uwajima                    | 宇和島             | 297,6                          | JR Shikoku : Yodo                                           | Uwajima      | Préfecture d'Ehime   |

#### Section Mukaibara – Uchiko – Iyo-Ōzu (branche)
La section entre Uchiko et Niiya fait partie de la ligne Uchiko.
| Numéro       | Gare           | Nom japonais | Distance depuis Takamatsu (km) | Correspondances   | Localisation | Localisation |
| ------------ | -------------- | ------------ | ------------------------------ | ----------------- | ------------ | ------------ |
| U06 S06      | Mukaibara (ja) | 向井原       | 208,5                          | tronçon principal | Iyo          |              |
| U07          | Iyo-Ōhira      | 伊予大平     | 211,3                          |                   | Iyo          |              |
| U08          | Iyo-Nakayama   | 伊予中山     | 218,7                          |                   | Iyo          |              |
| U09          | Iyo-Tachikawa  | 伊予立川     | 225,4                          |                   | Uchiko       |              |
| U10          | Uchiko         | 内子         | 232,0                          |                   | Uchiko       |              |
| Ligne Uchiko |                |              |                                |                   |              |              |
| U13          | Niiya          | 新谷         | 237,3                          |                   | Ōzu          |              |
| S18 U14      | Iyo-Ōzu        | 伊予大洲     | 243,2                          | tronçon principal | Ōzu          |              |

### Matériel roulant

#### Trains express

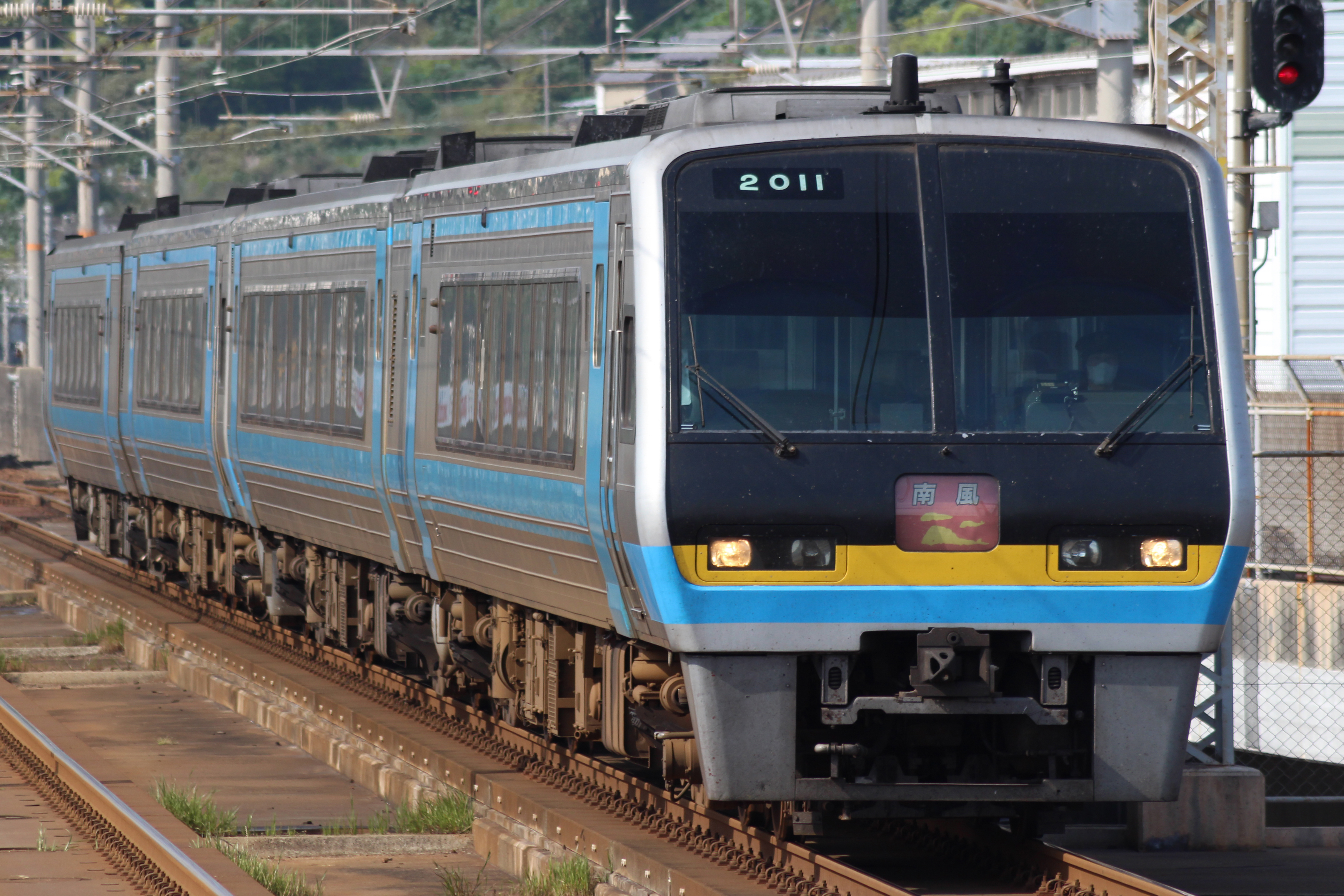
Série 2000 (services Shimanto, Uzushio et Uwakai).
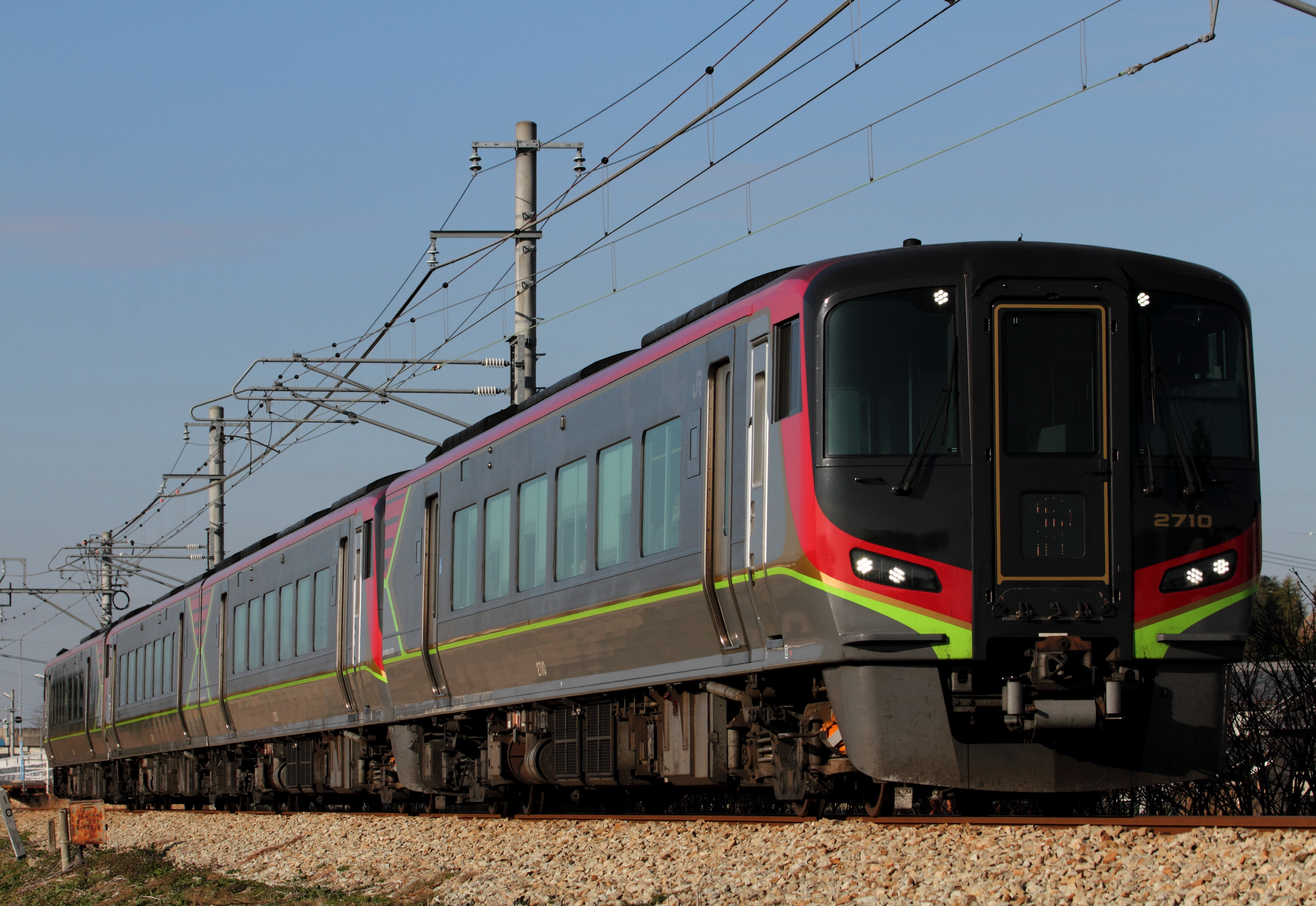
Série 2700  (services Shimanto, Uzushio).
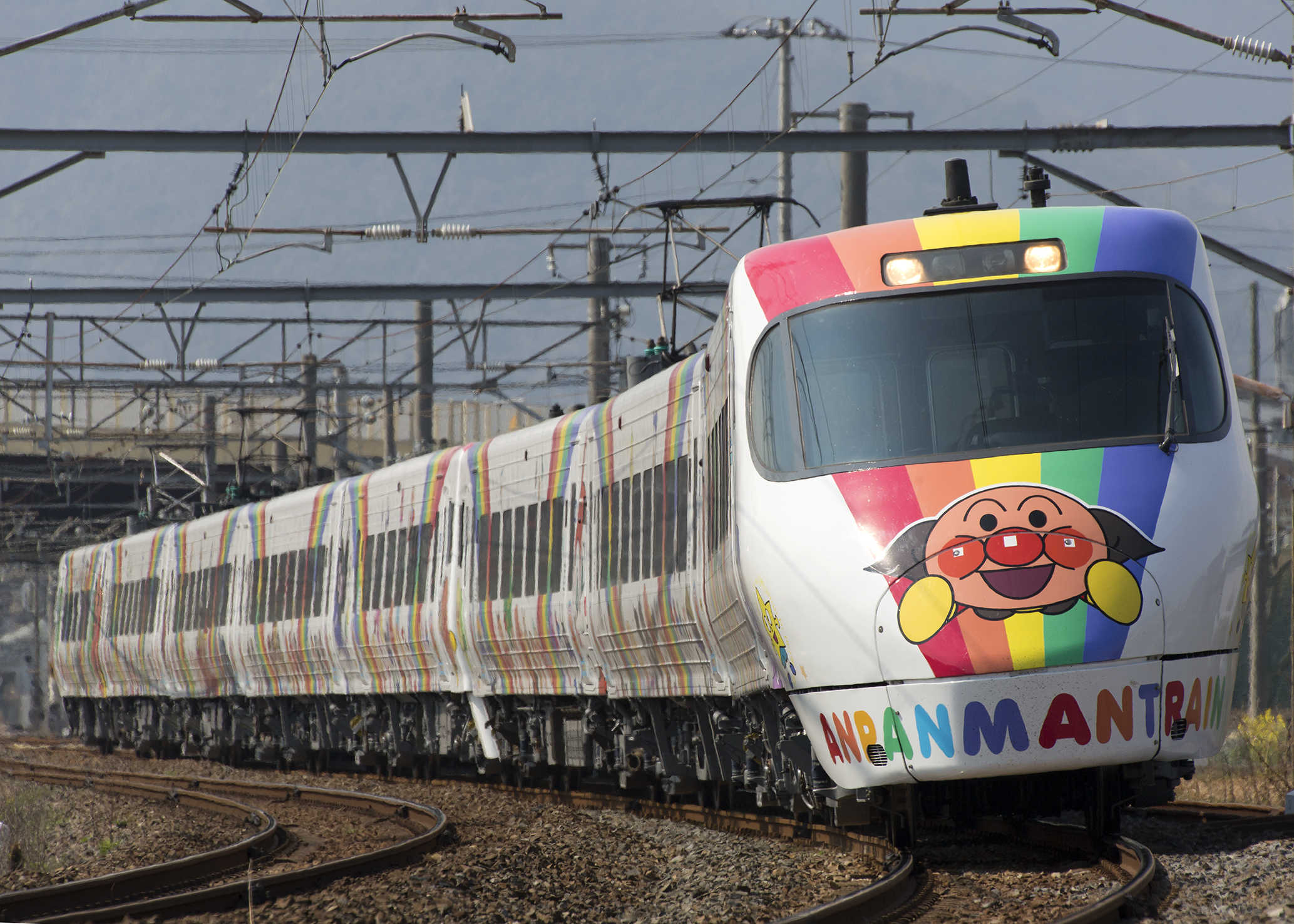
Série 8000 (services Ishizuchi et Shiokaze).
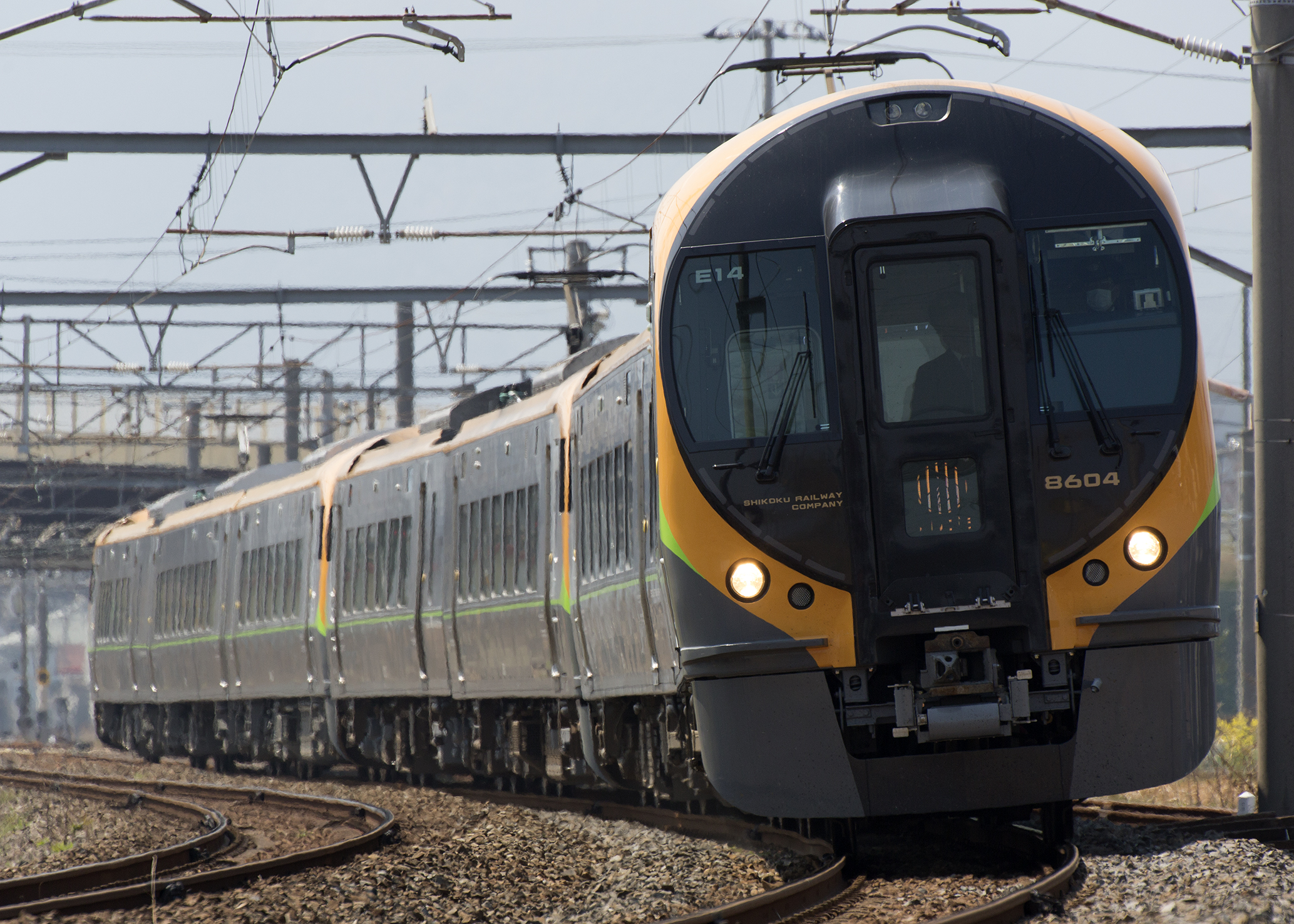
Série 8600 (services Ishizuchi et Shiokaze).
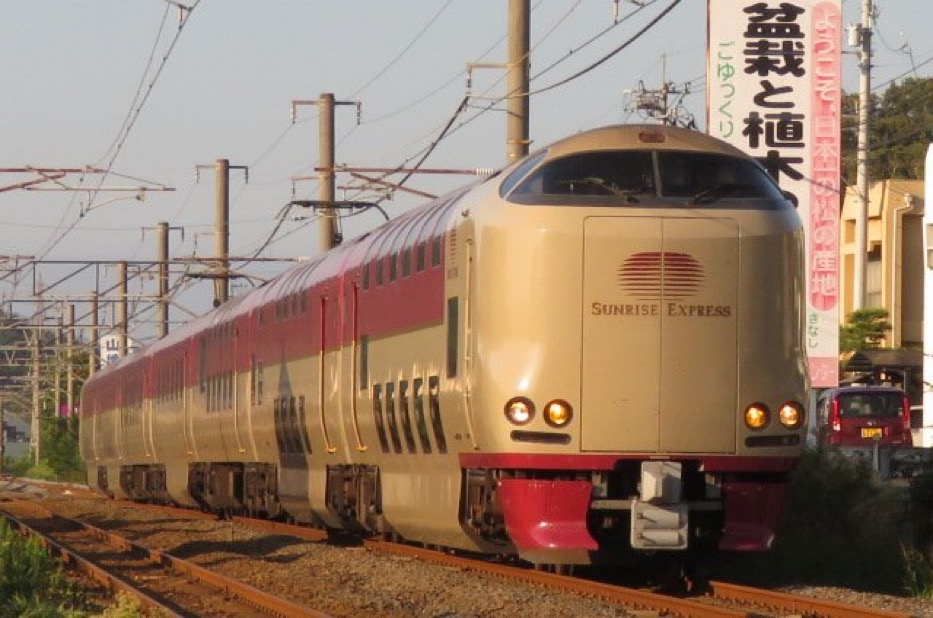
JR série 285 (services Sunrise Seto).

#### Trains rapides et omnibus

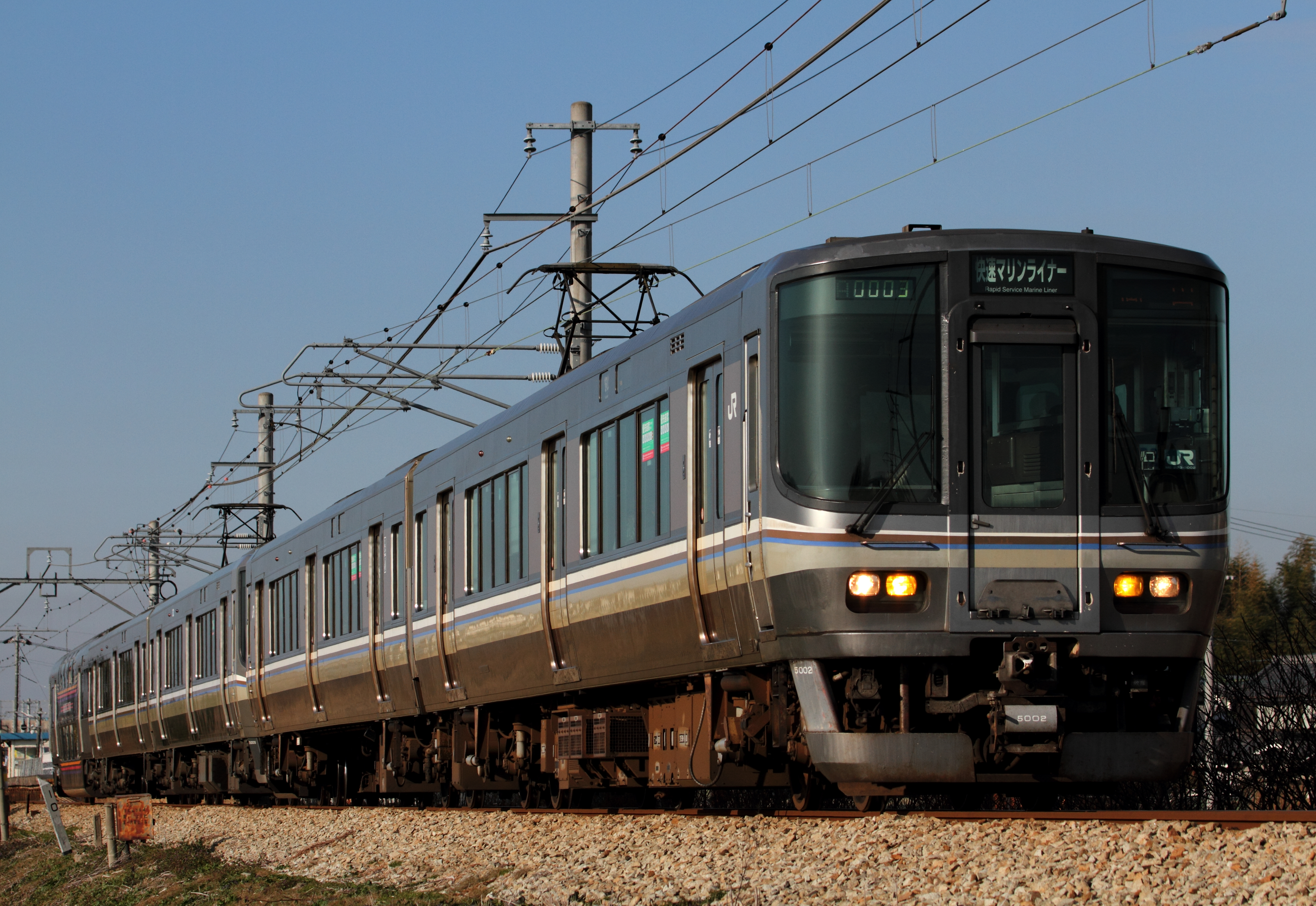
Série 223-5000 (services Marine Liner).
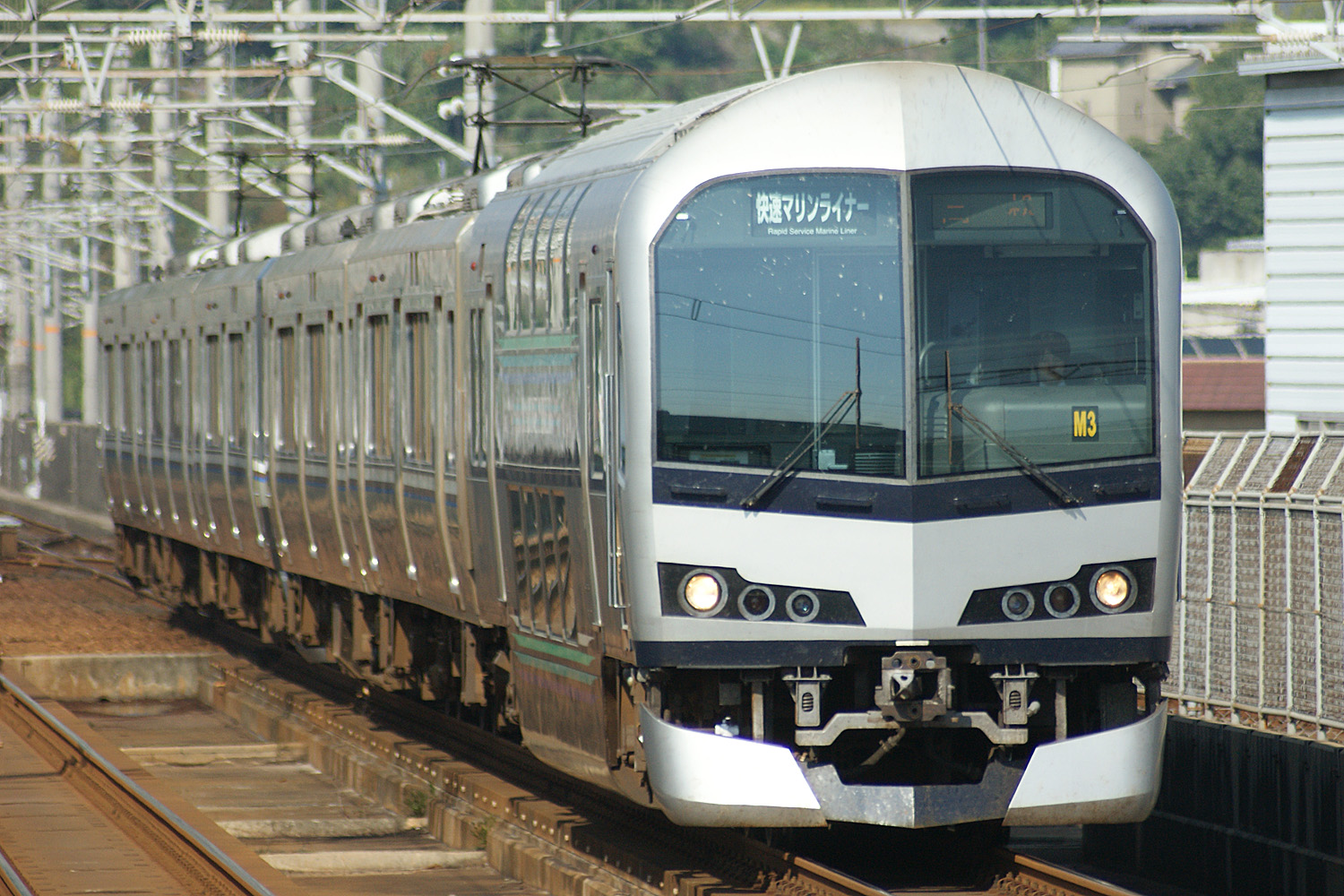
Série 5000 (services Marine Liner).
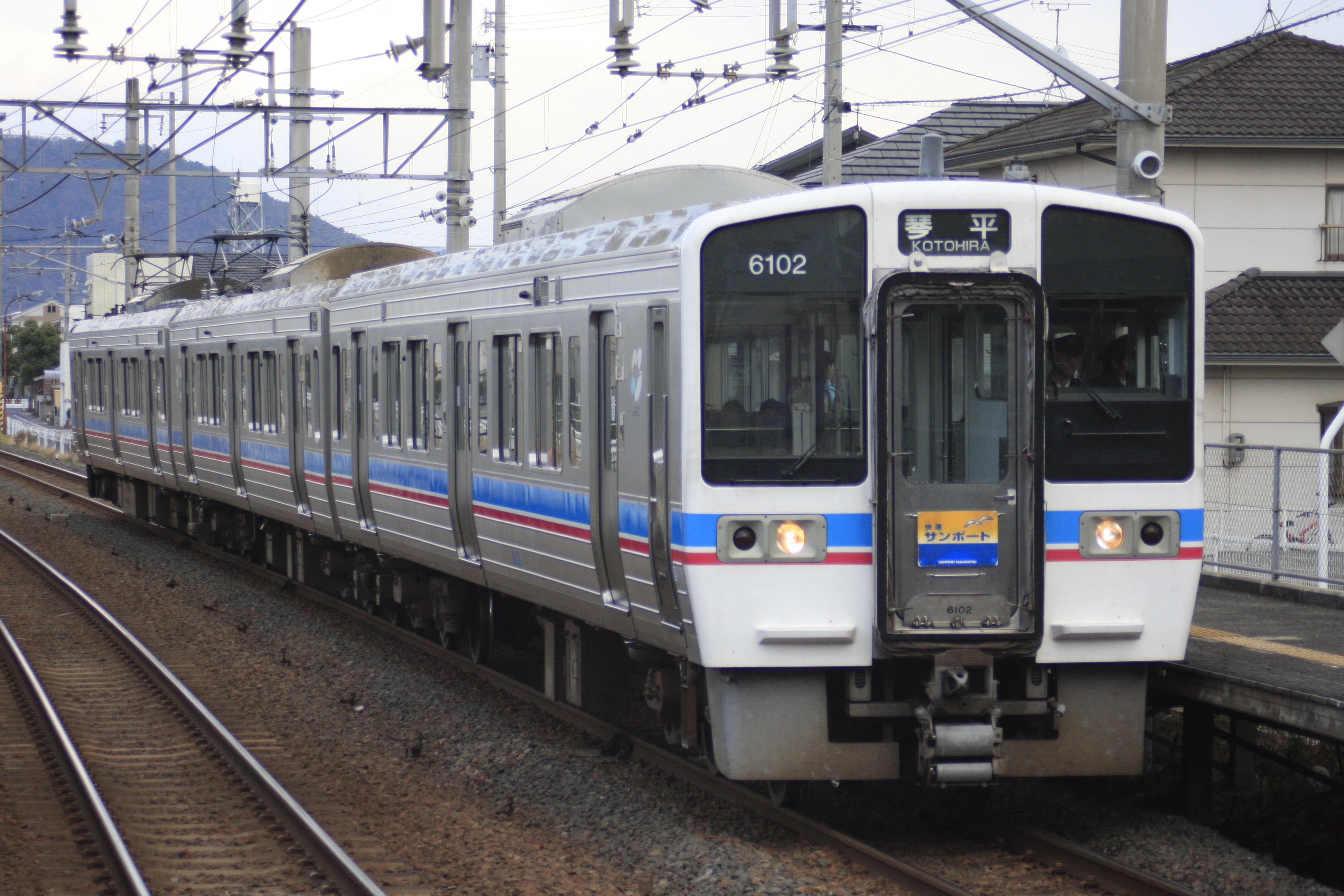
JR série 6000.
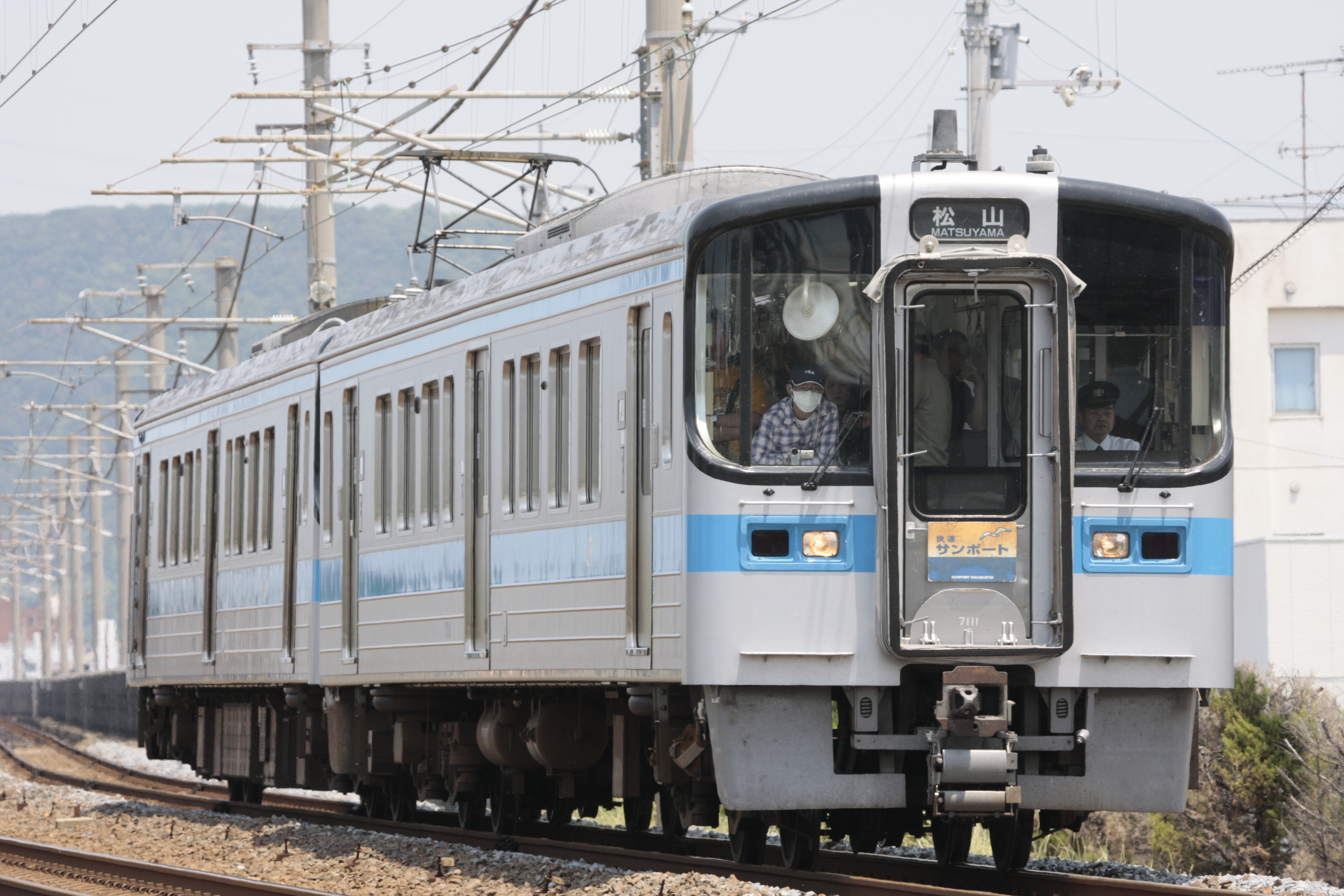
JR série 7000.
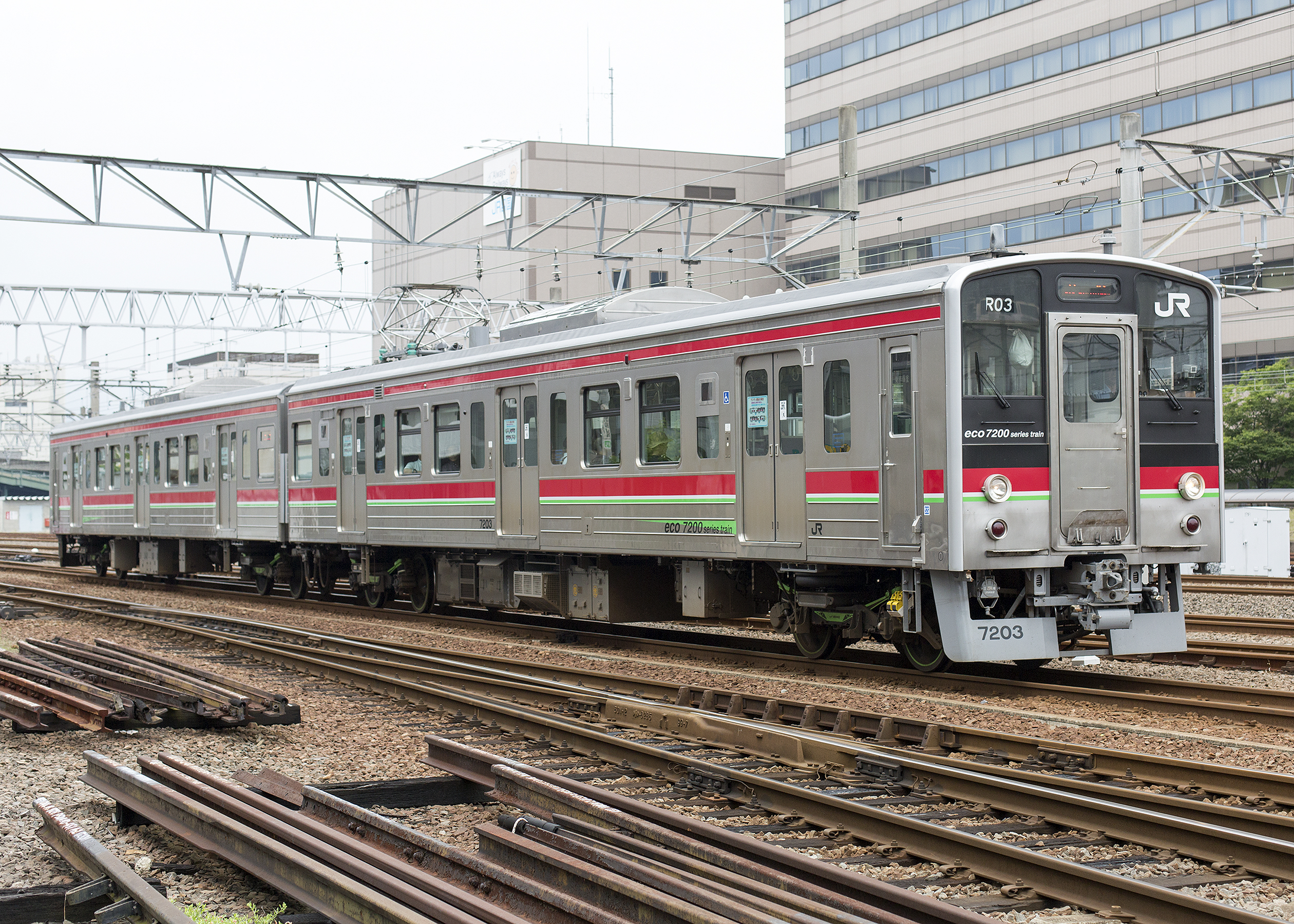
JR série 7200.
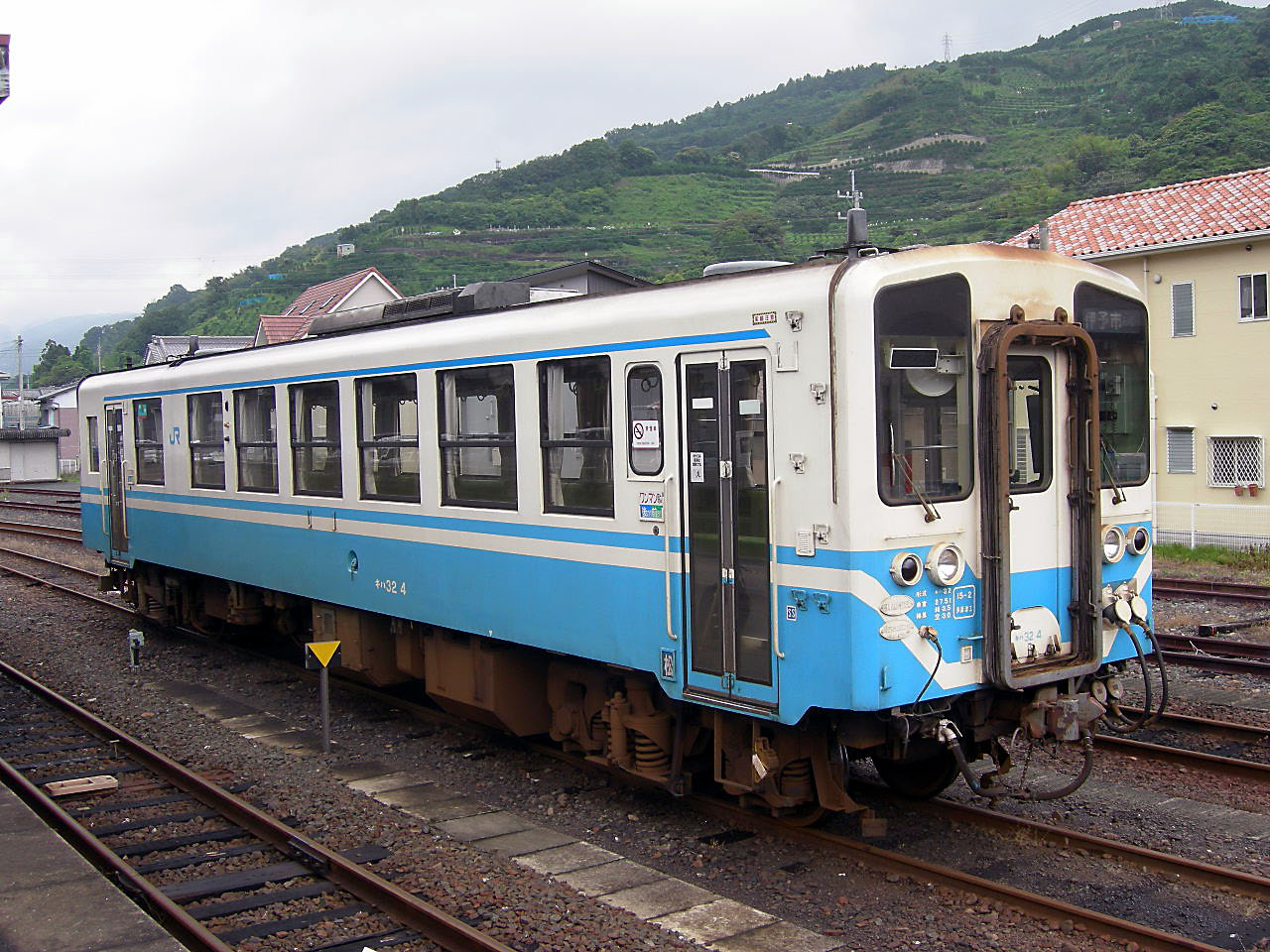
JR série KiHa 32.
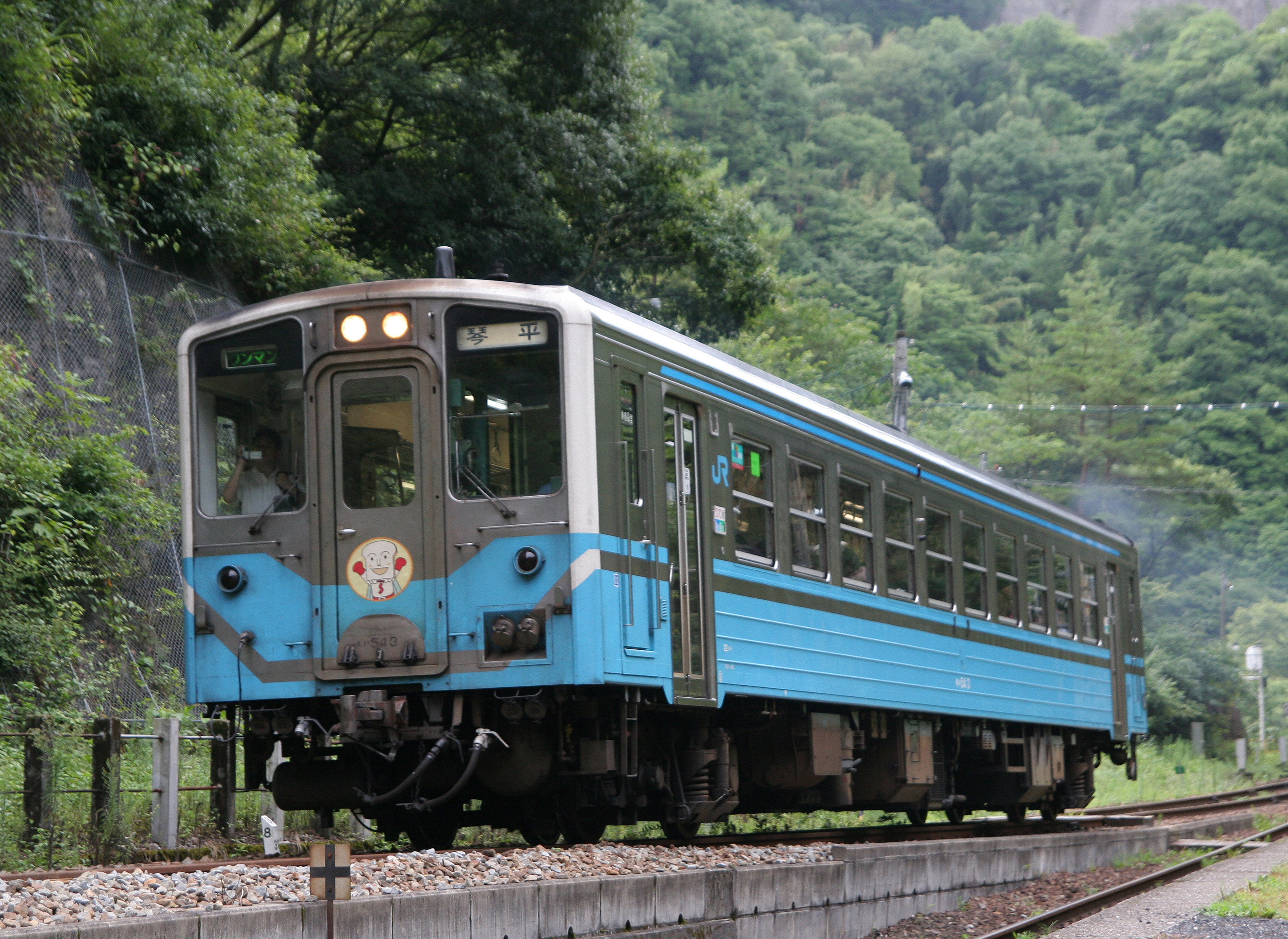
JR série KiHa 54.